# Livery Stable Blues

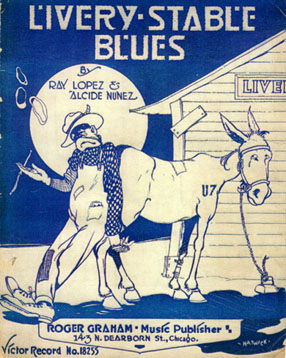
Okładka

Livery Stable Blues – utwór ze strony B debiutanckiego singla zespołu Original Dixieland Jass Band, nagrany dnia 26 lutego 1917 roku w Nowym Jorku, w studio wytwórni Victor i wydany przez nią w maju tego samego roku. W katalogu wydawcy został jednak uwzględniony dopiero w roku 1926. Autorstwo utworu przypisuje się Rayowi Lopezowi i Alcide Nunezowi. Później słowa do muzyki napisał Marvin Lee. Singel uchodzi za pierwszy nagrany i oficjalnie wydany utwór w historii jazzu. Piosenka została wykonana po raz pierwszy w restauracji Reisenweber's w Nowym Jorku. Stronę A płyty zajmował utwór „Dixieland Jass Band One Step”, znany również pod zmienianymi na reedycjach tytułami: „Dixie Jass Band One-Step” lub „Original Dixieland One-Step”. „Livery Stable Blues” jest jednym z najbardziej znanych standardów dixielandu i wczesnego jazzu oraz jednym z najsłynniejszych utworów ODJB.
Podobnie, jak tytuł kompozycji ze strony A, zmieniała się również nazwa zespołu: w pierwszych wydaniach zapisywano „Original Dixieland Jass Band”, a w nowszych „Original Dixieland Jazz Band”.
Na najwcześniejszych wydaniach singla widniała etykieta, głosząca: „75 centów w USA”, którą również zmieniano. Początkowo, na jesieni 1917 roku zmieniono napis na „Cena 75 ¢”, który znajdował się na płycie do wiosny 1918 roku. Później nie dodawano żadnej informacji o cenie.

## Personel
Autorzy utworu:
- Nick LaRocca – kornet, lider zespołu (Original Dixieland Jass Band)
- Eddie Edwards – puzon (Original Dixieland Jass Band)
- Larry Shields – klarnet (Original Dixieland Jass Band)
- Henry Ragas – fortepian (Original Dixieland Jass Band)
- Tony Sbarbaro (Sprango) – perkusja (Original Dixieland Jass Band)
- Ray Lopez – muzyka
- Alcide Nunez – muzyka
- Marvin Lee – tekst